# وایسنفلس
شهر وایسنفلس (به آلمانی: Weißenfels) در ایالت زاکسن-آنهالت در کشور آلمان واقع شده‌است.